# Élena Paparízou
Élena Paparízou (en grec Έλενα Παπαρίζου), née le 31 janvier 1982 à Borås en Suède, est une chanteuse gréco-suédoise.

## Biographie
Sa carrière artistique débute quand elle crée un groupe avec son ami d'enfance Nikos Panagiotidis en 1999 à l'âge de 17 ans. Le groupe s'appelle Antique et leur premier single Ώπα Ώπα (Ópa Ópa) est un hit en Suède et en Grèce. Antique participe au Concours Eurovision de la chanson 2001 avec le titre Die for You qui termina 3e.
Élena Paparízou quitte le groupe en 2003. Elle rejoint l'équipe de Sony Music et lance son premier single en solo en décembre 2003, Αναπάντητες Κλήσεις (Anapádites Klísis). Cette chanson est spécialement écrite pour elle par le compositeur grec Christos Dantis, qui a également écrit la chanson My Number One. Son premier album solo, Protereotita, sort en 2004.
Au Concours Eurovision de la chanson 2005, elle représente pour la seconde fois la Grèce avec My Number One et remporte la compétition. La chanson se classe 4e lors de l'émission Congratulations pour les 50 ans de l'Eurovision. Elle remporte cette année-là le prix artistique Marcel Bezençon.
Au Concours Eurovision de la chanson 2006 à Athènes, elle interprète My Number One et Mambo. Son troisième album, intitulé The Game of Love, sort la même année. La chanson To All the Heroes, avec des paroles en anglais et en espagnol, est la chanson officielle des Championnats d'Europe d'athlétisme 2006 à Göteborg en Suède.

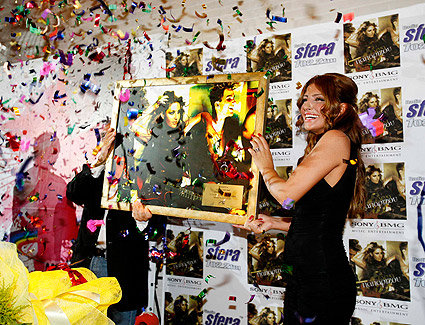
Élena Paparízou reçoit un disque d'or pour l'album Vrisko To Logo Na Zo.

En octobre 2007, elle interprète une reprise de L'Envie d'aimer (Ζήλια μοναξιά, Zilia Monaksia) en duo avec Nikos Aliagas.
En mars 2012, elle interprète sa propre version de la chanson Popular d'Eric Saade durant la finale du Melodifestivalen. Elle participe ensuite à Let's dance, la version suédoise de Danse avec les stars. Son partenaire est David Watson et elle termine à la neuvième place.
En février 2014, elle participe au concours Melodifestivalen 2014 avec la chanson Survivor.

## Discographie

### Albums
- 2004 - Προτεραιότητα (Protereótita) Priorité
- 2006 - Υπάρχει λόγος (Ypárhi lógos) Il y a une raison
- 2006 - The Game of Love Le jeu de l'amour
- 2008 - Βρίσκω τον λόγο να ζω (Vrísko ton lógo na zo) Je trouve la raison pour vivre
- 2010 - Γύρω Από Τ' Όνειρο (Giro Apó T' Oneiro) Autour du rêve
- 2013 - Ti Ora Tha Vgoume ?A quelle heure sort-on ?
- 2014 - One Life

### Singles
- 2003 - Αναπάντητες Κλήσεις (Anapándites Klísis) - #1 (Gr. Or)Vains coups de fil
- 2004 - Treli Kardia  -Cœur fou
- 2004 - Katse Kala -Ressaisis toi
- 2004 - Antithesis
- 2004 - Stin Kardia Mou Mono Thlipsi -Seule la Tristesse dans mon Cœur
- 2005 - My Number One - #1 (Gr.Platinum / Su. Or)
- 2005 - To Fos stin Psychi  -La Lumière dans l'Âme
- 2005 - The Light in Our Soul - #3 (Su)
- 2005 - A Brighter Day - #24 (Su)
- 2006 - Mambo! - #1 (Gr. Platinum / Su. Or)
- 2006 - Heroes - #1 (Su)
- 2006 - Gigolo - #11 (Su)
- 2006 - Teardrops
- 2006 - An Ixes Erthei Pio Nwris -Si tu étais venu plus tôt
- 2010 - An Isouna Agapi
- 2011 - Baby it's over
- 2011 - Mr. Perfect
- 2013 - Save Me (This is an SOS)
- 2014 - Survivor
- 2014 - Don't Hold Back On Love
- 2015 - Otan angeli klene
- 2015 - Angel

### Clips
- 2003 - Αναπάντητες Κλήσεις (Anapándites Klísis/Vains coups de fil )
- 2004 - Treli Kardia (Cœur fou)
- 2004 - Antithesis
- 2004 - Katse Kala (Ressaisis toi - littéralement tiens toi bien)
- 2004 - Stin Kardia Mou Mono Thlispi
- 2005 - My Number One
- 2005 - The Light in Our Soul
- 2005 - To Fos Stin Psichi / The Light in Our Soul
- 2006 - Mambo! (version en greeklish, filmée pour la Grèce)
- 2006 - Mambo! (version en anglais, filmée pour la Suède)
- 2006 - Υπάρχει λόγος (Ypárchi lógos/ Il existe une raison)
- 2006 - Just walk away (en public)
- 2006 - Mambo! (version internationale)
- 2006 - Gigolo
- 2006 - My Number One (Josh Harris Mix)
- 2006 - Fos (pour la promotion du film Barbie au bal des douze princesses pour la Grèce)
- 2006 - An Ixes Erthei Pio Nwris (Si tu étais venu plus tôt)
- 2010 - An Isouna Agapi
- 2011 - Baby it's over
- 2012 - Mr. Perfect

### DVD
- 2005 - My Number One (videoclips)
- 2006 - Mad Secret Concerts (concert en direct Mad Tv)